# Tribuno Memmo

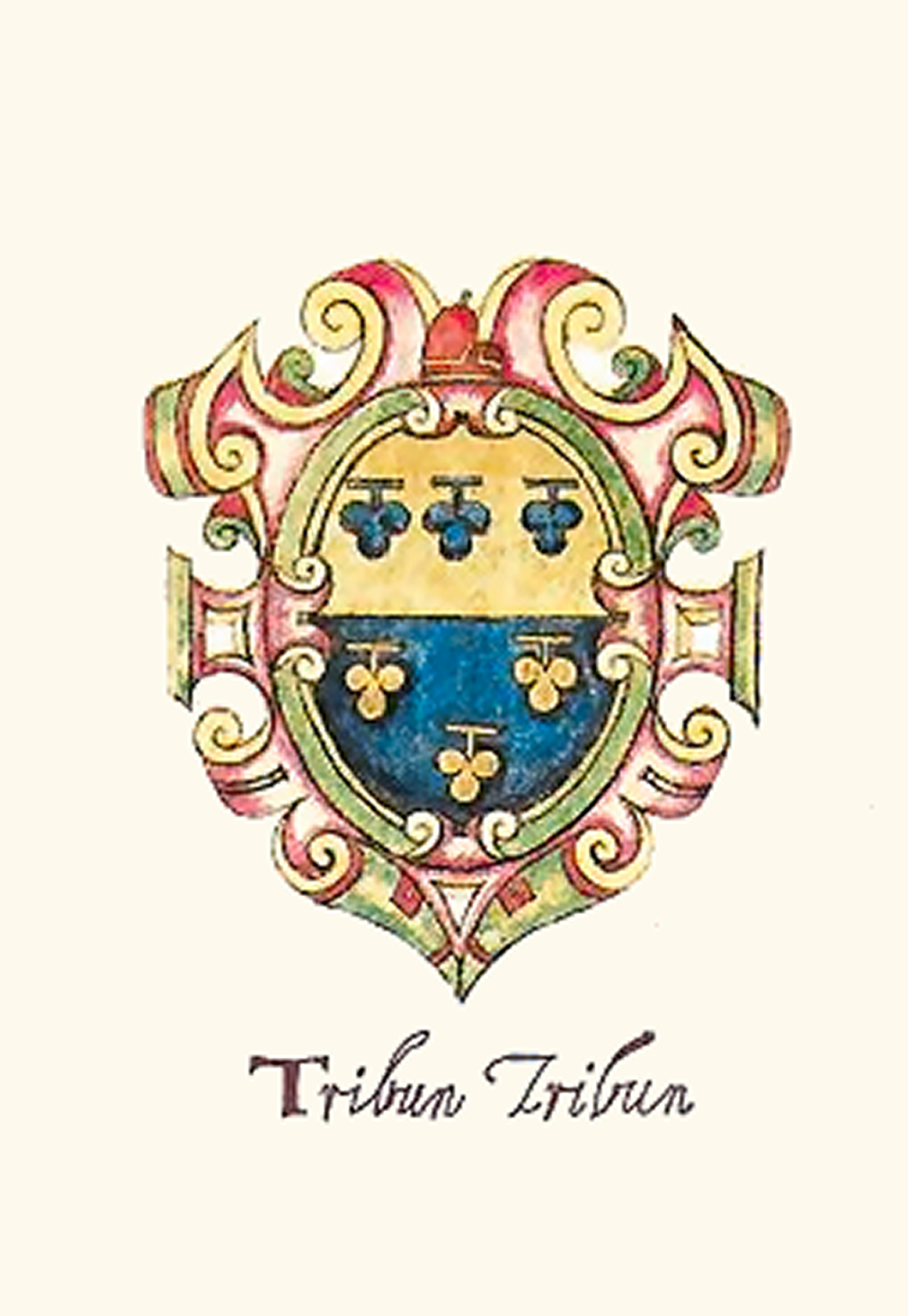
Das Wappen des „Tribun Tribun“, wie man es sich im frühen 17. Jahrhundert vorstellte. Bei den Wappen frühmittelalterlicher Dogen handelt sich um bloße Rückprojektionen sehr viel jüngerer Familienwappen. Die Heraldik setzte erst im 3. Viertel des 12. Jahrhunderts ein. Später wurden auch Wappen an die frühen Dogen vergeben, die nie ein Wappen geführt hatten („fanta-araldica“); dies diente dazu, die Familien dieser Epoche mit möglichst frühen Dogen in ein verwandtschaftliches Verhältnis zu setzen, was ihnen Ansehen sowie politischen und gesellschaftlichen Einfluss verschaffte. Es wurden also die Wappen der sehr viel späteren Nachfahren dieser Dogen auf die angeblichen oder tatsächlichen Mitglieder der (angeblich) seit 697 in Venedig herrschenden Familien zurückprojiziert.

Tribuno Memmo († 991 in Venedig), auch Tribuno Menio genannt, war nach der Zählweise der staatlich gesteuerten Historiographie der späten Republik Venedig ihr 25. Doge. Er regierte von November 979 bis zu seiner Absetzung kurz vor seinem Tod. In den Quellen erscheint er als Tribunus Memus oder Menius. Die älteste Chronik, die Istoria Veneticorum des Johannes Diaconus, verzeichnet ihn um 1000 als „Tribunus, cognomento Menius“ (Liber IV, 20).
Tribuno Memmo war ein Kompromisskandidat, auf den sich die beiden verfeindeten Lager der Candiano und der Orseolo, die nach Byzanz orientiert waren, einigten. Die zwölf Jahre seiner Herrschaft gehörten zu den schwierigsten der Lagunenstadt: Von außen den Bedrohungen und Annektionsgelüsten des römisch-deutschen Kaisers ausgesetzt, an dessen Hof sich die einflussreichen Caloprini nach dem Mord an einem der Morosini flüchteten, in Auseinandersetzungen mit dem Papst um strittige Rechtstitel verwickelt, tobten in der Stadt selbst erbitterte Kämpfe zwischen den Adelsfamilien, allen voran der Caloprini und der Morosini. Derlei Kämpfe hatten schon 976 zur Ermordung des Dogen und einem verheerenden Stadtbrand geführt. Tribuno Memmo wurde gestürzt, als er den Anschein erweckte, in diesen Kämpfen parteiisch zu sein. Er starb als Mönch.

## Familie
Die Memmo zählten zu den ältesten venezianischen Adelsfamilien, den zwölf so genannten apostolischen Familien. Der Familie entstammt der Doge Tribuno Memmo, und einem Seitenzweig der Doge Marcantonio Memmo.
Tribuno Memmo war mit Marina verheiratet, Tochter des 976 ermordeten Dogen Pietro IV. Candiano. Das Paar hatte einen Sohn mit Namen Mauritius (Maurizio).

## Das Dogenamt
Als Memmo im November 979 gewählt wurde, war der Dogenpalast, der 976 durch einen Stadtbrand schwer beschädigt worden war, noch im Wiederaufbau. Der Doge musste bis zu dessen Vollendung kurz vor Ende seiner Amtszeit in seinem eigenen Haus wohnen bleiben.
Eine seiner wichtigsten und für das Verhältnis Venedigs zur päpstlichen Macht in Rom symptomatischen Aktionen war die Deklaration der Markusbasilika als Palastkapelle der Dogen „libera dall'asservimento alla Santa Madre Chiesa“ (‚frei von der Hörigkeit gegenüber der Heiligen Mutter Kirche‘). Für die sakralen Handlungen wurde von Venedig ein Priester eingesetzt. Alle Versuche Roms, San Marco wieder unter päpstliche Oberhoheit zu bringen (subdita papae) scheiterten.

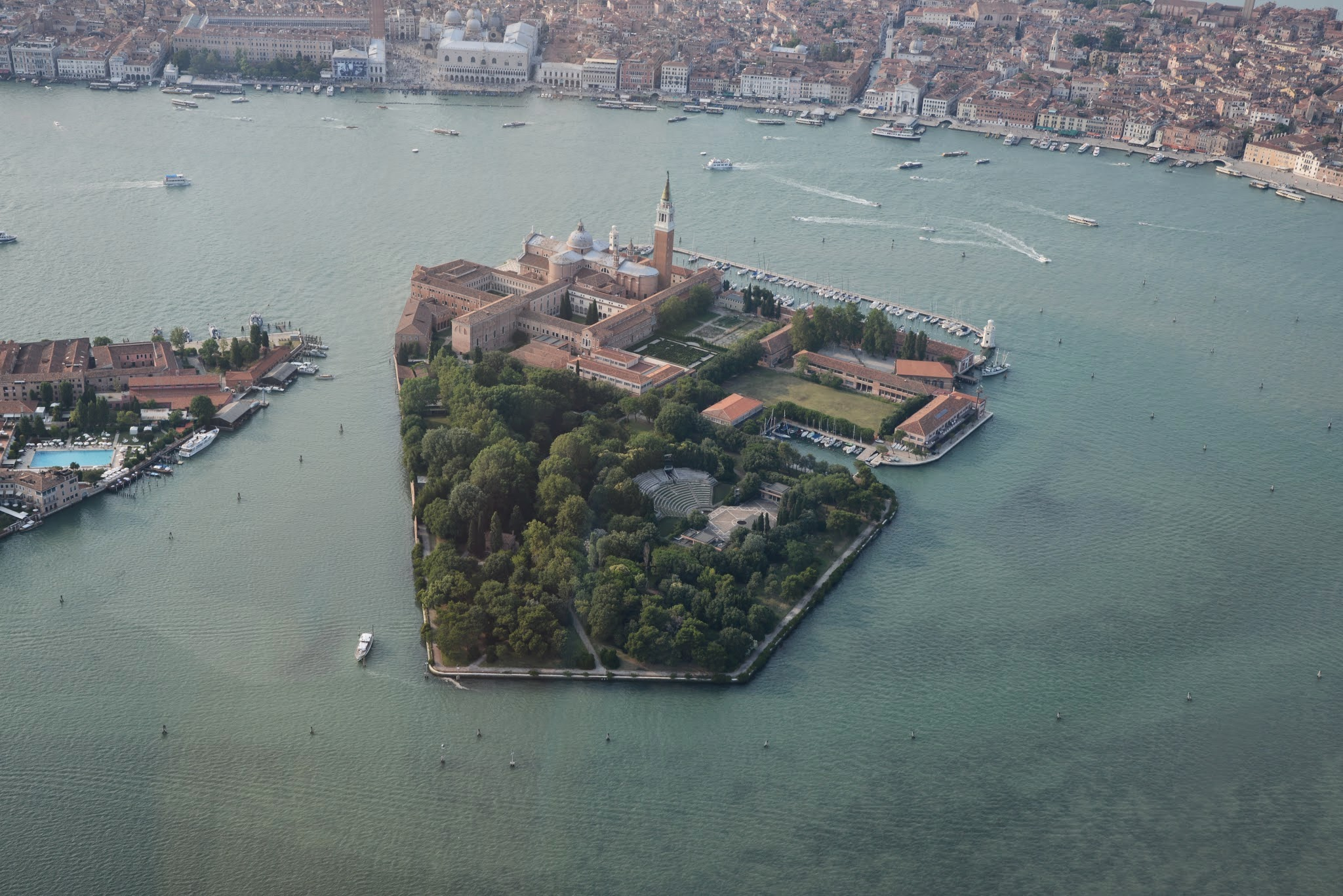
Luftbild der heutigen Insel San Giorgio Maggiore, Blick nordwärts

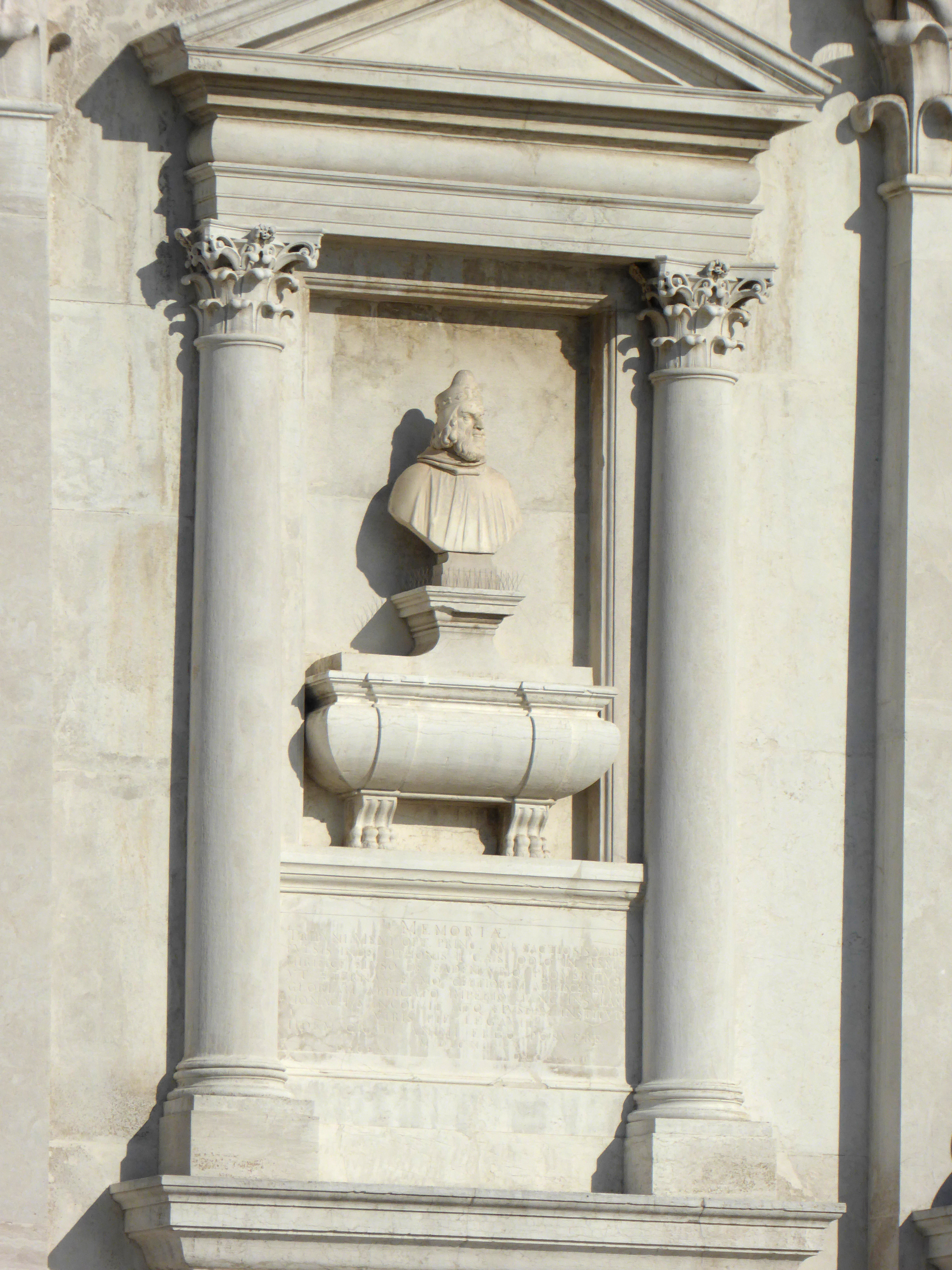
Büste des Dogen an der von Andrea Palladio entworfenen Fassade von San Giorgio Maggiore, geschaffen durch Giulio Angolo del Moro (bl. 1555–1618), spätestens 1618

Im Dezember 982 erhielt der inzwischen zum Benediktiner gewordene Giovanni Morosini, der mit seinem Schwiegervater und ehemaligen Dogen Pietro Orseolo 978 nach Katalonien in ein Kloster geflohen und nunmehr zurückgekehrt war, vom Dogen die Erlaubnis, auf der Insel San Giorgio Maggiore ein Kloster zu gründen. Die Insel gehörte der Markuskirche, die der Kirchenhoheit entzogen war. Damit gehörte auch der Grund, auf dem das Kloster entstehen sollte, dem Dogenpalast.
Äußerst schwierig gestalteten sich die Verhandlungen mit Kaiser Otto II., der sich wenig geneigt zeigte, Venedigs Verträge mit dem Römisch-deutschen Reich zu verlängern. Erst nach Intervention seiner Mutter Adelheid bestätigte der junge Kaiser widerwillig Venedigs Privilegien. Als es kurze Zeit später in Venedig zu einem gewaltsamen Ausbruch der Spannungen zwischen den Caloprini und den Morosini kam und Dominicus, ein Angehöriger der Morosini, dabei ermordet wurde, flüchtete sich die Familie Caloprini an den Hof des Kaisers in Verona. Ihr Oberhaupt Stefano Caloprini bot dem Kaiser an, ihm Venedig zu unterstellen, wenn er selbst Doge würde. Otto nahm dies zum willkommenen Anlass, eine Handelsblockade gegen die Stadt einzurichten, die, wie behauptet wird, zwei Jahre andauerte. Um ein Gegengewicht gegen das Reich zu bilden, schickte der Doge seinen Sohn Mauritius nach Konstantinopel, doch konnte er dort nicht die üblichen Titel und Auszeichnungen erlangen. Der Versuch Ottos, Venedig auszuhungern endete erst nach dem Tod des Kaisers am 7. Dezember 983. Die Caloprini, deren Oberhaupt inzwischen ebenfalls gestorben war, kehrten nach Venedig zurück. Dort wurden drei seiner Söhne von vier Morosini auf dem Heimweg vom Dogenpalast überfallen und aus Rache ermordet.
Als Tribuno Memmo erkrankte, nahm die Volksversammlung dies zum Anlass, den Dogen abzusetzen, der im Verdacht stand, in die Fraktionskämpfe verwickelt zu sein. Er zog sich als Mönch in das Kloster San Zaccaria zurück, wo er sechs Tage später starb, wie schon Johannes Diaconus (Liber IV, 29) vermerkt und von Andrea Dandolo übernommen worden ist. Er wurde in San Giorgio Maggiore bestattet, wo sich sein Epitaph links außen an der Fassade befindet. Sein Grab ist nicht erhalten. Bei seiner Rückkehr wurde sein Sohn Mauritius gleichfalls gezwungen, ins Kloster zu gehen. Der Doge schrieb nicht selbst, Dokumente wurden anstatt mit seiner Unterschrift mit seinem signum manus (= Zeichen der Hand) und der Unterschrift eines Notars signiert.

## Rezeption

### Bis gegen Ende der Republik Venedig
Für das Verhältnis zu den Ottonen war die vergleichsweise lange Herrschaft des Tribunus Memmus von erheblicher Bedeutung, wenn auch die entscheidenden Weichenstellungen erst seinem Nachfolger gelangen. Für das Venedig des 14. Jahrhunderts war die Deutung, die man seiner Herrschaft gab, dementsprechend von höchster symbolischer Bedeutung im Kontinuum der äußeren Auseinandersetzungen, aber auch der inneren, die beide zu dieser Zeit einen Höhepunkt fanden. Das Augenmerk der Chronik des Dogen Andrea Dandolo repräsentiert dabei in vollendeter Form die Auffassungen der Mitte des 14. Jahrhunderts längst fest etablierten politischen Führungsgremien, die vor allem seit diesem Dogen die Geschichtsschreibung steuerten. Sein Werk wurde von späteren Chronisten und Historikern immer wieder als Vorlage benutzt, daher wurde es überaus dominant für die Vorstellungen von der venezianischen Geschichte vor seiner Zeit. In seinem Werk standen die Fragen nach der politischen Unabhängigkeit gegenüber dem römisch-deutschen Kaiserreich, wie überhaupt des Rechts aus eigener Wurzel, mithin der Herleitung und Legitimation ihres territorialen Anspruches, im Mittelpunkt. Daher war immer wieder die Anerkennung der „alten Verträge“ durch die westlichen Kaiser (und Könige) von Bedeutung. Die Frage der Erbmonarchie, die die Candiano seinerzeit durchzusetzen versuchten, und die trotz der Katastrophe von 976 bald wieder virulent wurde, war zur Zeit Andrea Dandolos in keiner Weise mehr mit den Interessen der zu dieser Zeit herrschenden Familien, vor allem aber nicht mehr mit dem Stand der Verfassungsentwicklung in Übereinstimmung zu bringen. Zugleich blieb der Ausgleich zwischen den ehrgeizigen und dominierenden Familien – in diesem Falle der Caloprini und Morosini, aber auch noch immer der Candiano – eines der wichtigsten Ziele, die Herleitung der herausgehobenen Position der ‚nobili‘ im Staat von großer Bedeutung. Die Etappen der politischen Entwicklungen, die schließlich zur Entmachtung des Dogen, dem man zunehmend Repräsentationsaufgaben zuwies, aber keine eigenständigen Entscheidungen mehr zugestand, war ein weiteres Darstellungsziel. Dessen Verwirklichung war im 14. Jahrhundert vergleichsweise weit vorangeschritten. Im Übrigen hieß die Ehefrau des dogalen Chronisten Francesca Morosini, was möglicherweise seine Haltung zu den bürgerkriegsartigen Kämpfen zwischen den beiden Großfamilien beeinflusst hat.

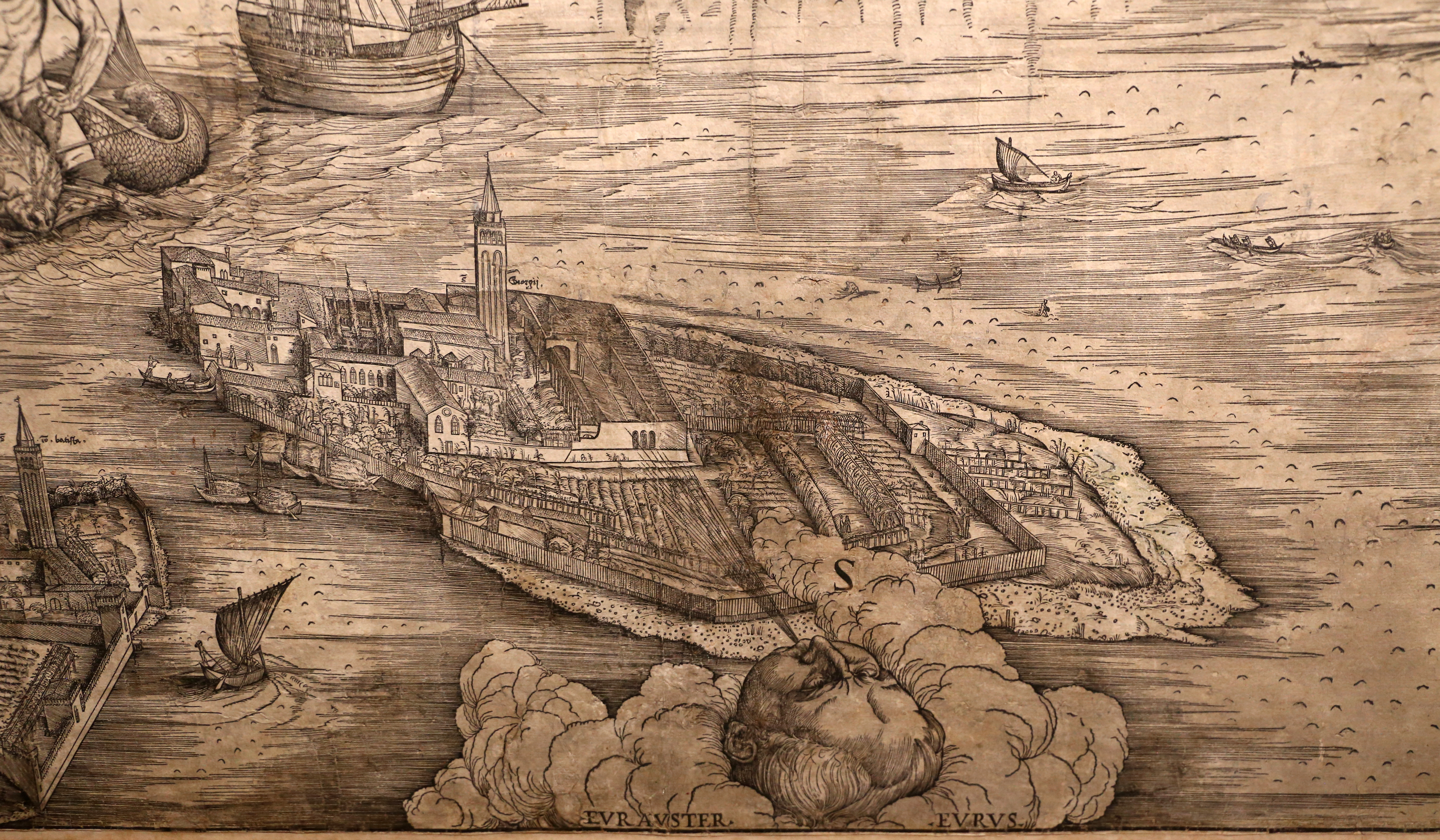
San Giorgio Maggiore, Ausschnitt aus der Darstellung Venedigs aus der Vogelperspektive des Jacopo de’ Barbari, 1497–1500, Museo Correr

Die älteste volkssprachliche Chronik Venedigs, die Cronica di Venexia detta di Enrico Dandolo aus dem späten 14. Jahrhundert, stellt die Vorgänge ebenso wie Andrea Dandolo auf einer in dieser Zeit längst geläufigen, von Einzelpersonen, vor allem den Dogen beherrschten Ebene dar. Diese bilden sogar das zeitliche Gerüst für die gesamte Chronik. Sie berichtet über „Tribun Memo“ schlicht, er sei nach dem Tod des „Vidal“ zum „dominio del ducado“ gekommen. Zu seiner Zeit sei „gram discordia“ aufgekommen zwischen „Morexin et Caloprini“. Nach dem Mord an „Domenego Morexini“ konnten die Caloprini ihren Gegnern nichts entgegensetzen und sie mussten die Stadt verlassen. Sie wichen an den kaiserlichen Hof aus. In „Alemagna da Octo imperador“ – in Deutschland bei Kaiser Otto also – versprachen sie ihm („proferando a quello“) „el ducado de Venesia“. Der Kaiser ließ Venedig daraufhin blockieren. Die Venezianer fürchteten ihn auch, doch „passado puoco tempo elo morì“ – der Kaiser starb also nach kurzer Zeit. Die mit ihrem Plan gescheiterten Caloprini baten Adelheid darum, dass sie sie nach Venedig zurückgehen lasse, doch starb Stefano zu dieser Zeit. Die übrigen Caloprini fielen der „vendetta“ der Morosini für den ermordeten Domenico zum Opfer. Der Doge musste, „constrecto dal povolo“, also ‚vom Volk gezwungen‘, abtreten, und ins Kloster San Zaccaria gehen, wo er, der 14 Jahre geherrscht hatte, auch beigesetzt wurde.

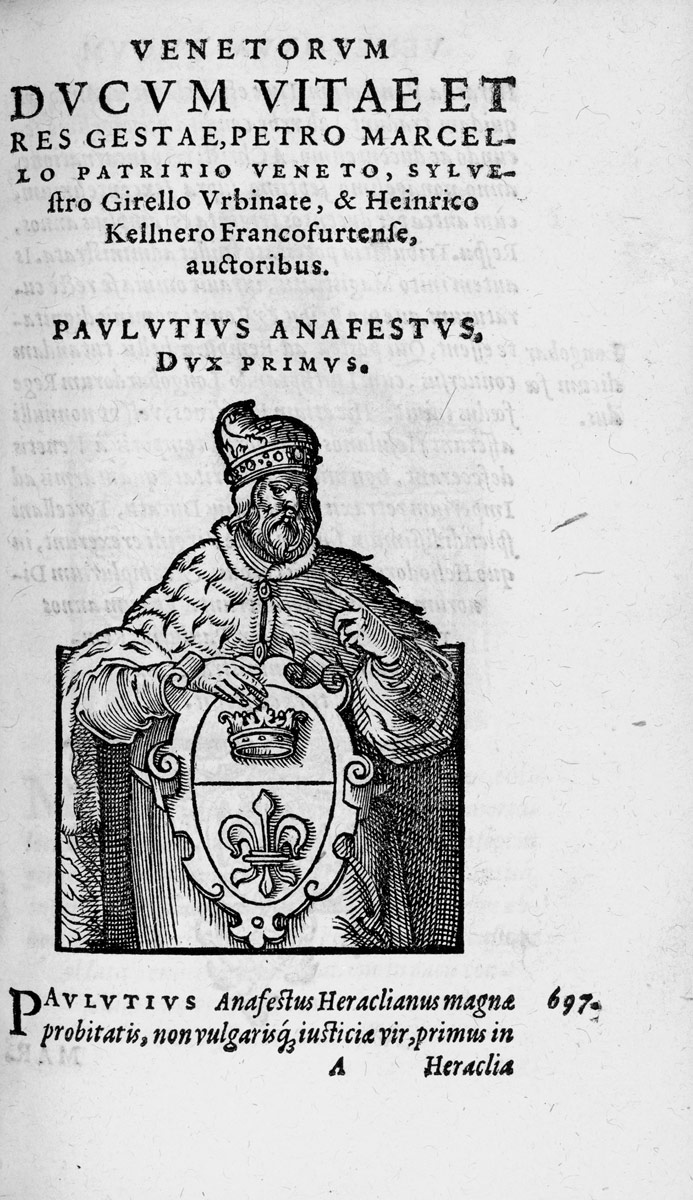
Seite aus einer Ausgabe der Vite de'prencipi di Vinegia des Pietro Marcello, die den (angeblichen) ersten Dogen darstellt.

Pietro Marcello meinte 1502 in seinem später ins Volgare unter dem Titel Vite de'prencipi di Vinegia übersetzten Werk, der Doge „Tribuno Memo Doge XXIIII.“ sei „huomo molto astuto, ma di pochissime parole“ gewesen. Der Doge habe ‚wenig glücklich‘ geherrscht und sei in größten Schwierigkeiten gestorben. Unter ihm steigerten sich die Kämpfe zwischen Coloprini und Morosini so sehr, dass sie nicht einmal Kinder schonten. Dabei mussten die Morosini, ‚weil sie nicht so stark waren‘ zunächst nachgeben, ja, sie mussten in verschiedenen Häusern bei Freunden wohnen. Als die Coloprini jedoch „per aventura“ Domenico Morosini auf der „piazza di Castello“ antrafen und ihn grausam ermordeten, fürchtete die Familie die Strafe der Stadt und des Dogen. Stefano, „capo della fattione“, ging zu Kaiser Otto II., der wegen des Todes des Pietro IV. Candiano sowieso „voleva male à i Venetiani“ – er habe den Venezianern wegen des besagten Dogenmordes von 976 Übles gewollt. Die Coloprini versprachen ihm aus Hass gegen den Dogen und die Morosini „l'imperio di Vinegia“, die ‚Herrschaft über Venedig‘. Otto untersagte in ganz Italien den Handel mit Venezianern, sie wurden aus allen Städten des Reiches verbannt, woraufhin diesen „intolerabil fame“ ins Haus stand, ‚unerträglicher Hunger‘. Als „Capo d'Argere“ gegen Venedig rebellierte und Otto den Führern der Rebellion Grund und Boden der „Loretani“ anbot, hoffte er, damit auch andere zum Aufstand zu bewegen. Durch öffentliche Verfügung („pubblico decreto“) wurden die Häuser der Caloprini in Venedig daraufhin zerstört, Frauen und Kinder „posti in prigione“, also ins Gefängnis geworfen, ihr Besitz ging an die „commune“. Dabei führte Otto keinen offenen Krieg, wie Marcello anmerkt. Als der Kaiser nach Rom ging erkrankte er tödlich an einem Fieber. ‚So wurde die Stadt durch seinen Tod von einer großen Gefahr befreit.‘ Auf Intervention seiner Witwe „Atleta“ – gemeint ist wohl Theophanu – durften die Coloprini zurückkehren, doch töteten vier Morosini drei Söhne der Coloprini auf dem Rückweg vom Dogenpalast grausam. Der Doge entschuldigte sich zwar öffentlich, um den Verdacht der heimlichen Konspiration mit den Morosini loszuwerden, doch musste er, wie einige sagten, wegen seines wenig vernünftige („poco ragionevolmente“) Verhaltens in den „discordie civili“ in seinem 14. Regierungsjahr zurücktreten. Er wurde Mönch und starb nach kurzer Zeit. Andere meinten, er sei schwer erkrankt, und er starb wenige Tage nach seinem Rücktritt.
Nach der Chronik des Gian Giacomo Caroldo wurde der neue Doge nur akklamiert, doch war er nicht „dotato di quella prudenza et prattica delle mondane cose“, ihm fehlten also Fähigkeiten und Erfahrung im Umgang mit den weltlichen Angelegenheiten, wie sie ein Fürst brauche. Dafür war er sehr reich. Es kam zu „insidie al Duce“. Zwischen „primarij di Venetia“ sei es zu „non picciol odio et rancore“ gekommen, besonders zwischen den Großclans der Caloprini und Morosini. „Steffano Caloprino, con li figliuoli et parenti suoi“, also mit seinem Sohn und weiterer Verwandtschaft, habe mit all seiner Macht versucht „tagliar a pezzi li Moresini“, ‚die Morosini in Stücke zu reißen‘, die sich jedoch durch Gottes Willen und durch menschlichen hätten retten können, so dass „Dominico Moresini solamente“ auf dem Campo di San Pietro ermordet und „con immenso dolore“ – unter unermesslichem Schmerz – im Kloster San Zaccaria beerdigt wurde. Dessen „consanguinei“ beschlossen, sich zu rächen. Stefano Caloprini, dem klar war, dass seine Familie den Morosini, unterstützt durch den Dogen, nicht widerstehen konnte, verließ heimlich die Stadt, zusammen mit „Dominico et Steffano suoi figliuoli, Orso Badoaro, Dominico Silvio, Pietro Tribuno, Ioanni Bonato et con molti altri suoi complici“. Er und seine „complici“ gingen zu Otto nach Verona, versprachen ihm, wenn er Stefano auf den Dogenstuhl bringen würde, eine Menge Geld, und dass er Venedig gewinnen könne. Der Kaiser verfügte in einem „publico editto“, es sollten alle Lebensmittellieferungen nach Venedig verboten sein, was durch Wachen sichergestellt werden sollte; auch die venezianischen Händler seien des Reichs verwiesen worden. Die Venezianer, die ihre Freiheit nach Auffassung der Chronik verteidigen wollten, fanden sich in „grand’angustie et miserrimo stato“, litten also wohl Hunger und waren in einem sehr üblen Zustand. Cavarzere ließ sich von den Exulanten in den Aufstand treiben, unterstellte sich dem Kaiser und erhielt dafür „molte concessioni“. Der Bischof von Cividale besetzte viele Besitztümer der Venezianer. Der Doge ließ nun die Häuser der Rebellen („ribelli“) zerstören („rovinare“) und ihre Frauen und Kinder unter schwerster Bewaffnung an der Flucht hindern. Der Kaiser, der in seinem Hass gegen Venedig verharrte, starb, und Venedig wurde von der Gefahr befreit. Stefano Caloprino war allein nicht in der Lage, seine Pläne fortzuführen. Er bat die Kaiserin, beim Dogen zugunsten seiner Familie zu intervenieren, um ihre Heimkehr zu erwirken; Stefano starb jedoch wenig später. Die übrigen „essuli“ wurden vom Dogen tatsächlich wieder aufgenommen. Die Morosini beschlossen nun, Rache zu nehmen. Sie töteten die drei Söhne Stefanos, als sie vom Dogenpalast, wie sie es gewohnt waren, in einer „picciola barcha“, in einem kleinen Boot also, in ihr Haus zurückkehren wollten. Ihre Körper wurden von „un suo domestico“ aus dem Wasser gezogen, zu ihren Müttern und Frauen gebracht, um „con infinite lacrime, ch’empivano il cielo di lamentationi“, ‚unter endlosen Tränen, die den Himmel mit Klagen füllten‘, in San Zaccaria beigesetzt zu werden. Die Reaktion des Dogen geht aus dem an dieser Stelle unklaren Text nicht eindeutig hervor. Im 13. Jahr sandte der Doge seinen Sohn „Mauritio“ zu den byzantinischen Kaisern „Basilio et Constantino“ „per farsi a loro grato“. Der Doge wurde zum Mönch, manche sagen, wie der Chronist ausdrücklich schreibt, ‚gegen seinen Willen‘. Das Volk wollte einen neuen Dogen wählen. Nach sechs Tagen starb der Doge bereits und wurde in San Zaccaria beerdigt. Anschließend erwähnt der Chronist noch, dass San Giorgio Maggiore dem „Gioanni Moresini Monaco“ überlassen wurde. Darüber hinaus verfügte der Doge hinsichtlich der Kirche, die der Markuskirche gehörte: „Noi volemo che la detta Chiesa, pertinente al Dominio della Chiesa di San Marco, la qual’è nostra Capella et libera dalla servitù della Santa Madre Chiesa, perseveri nell’istessa libertà“, diese Kirche sollte also keinerlei Dienstpflichten unterliegen, und auch die Gastung sollte nicht über das hinausgehen, was demjenigen zustand, der den Gottesdienst versah. Die römische Kirche sollte also keinen Zugriff auf die Georgskirche haben.

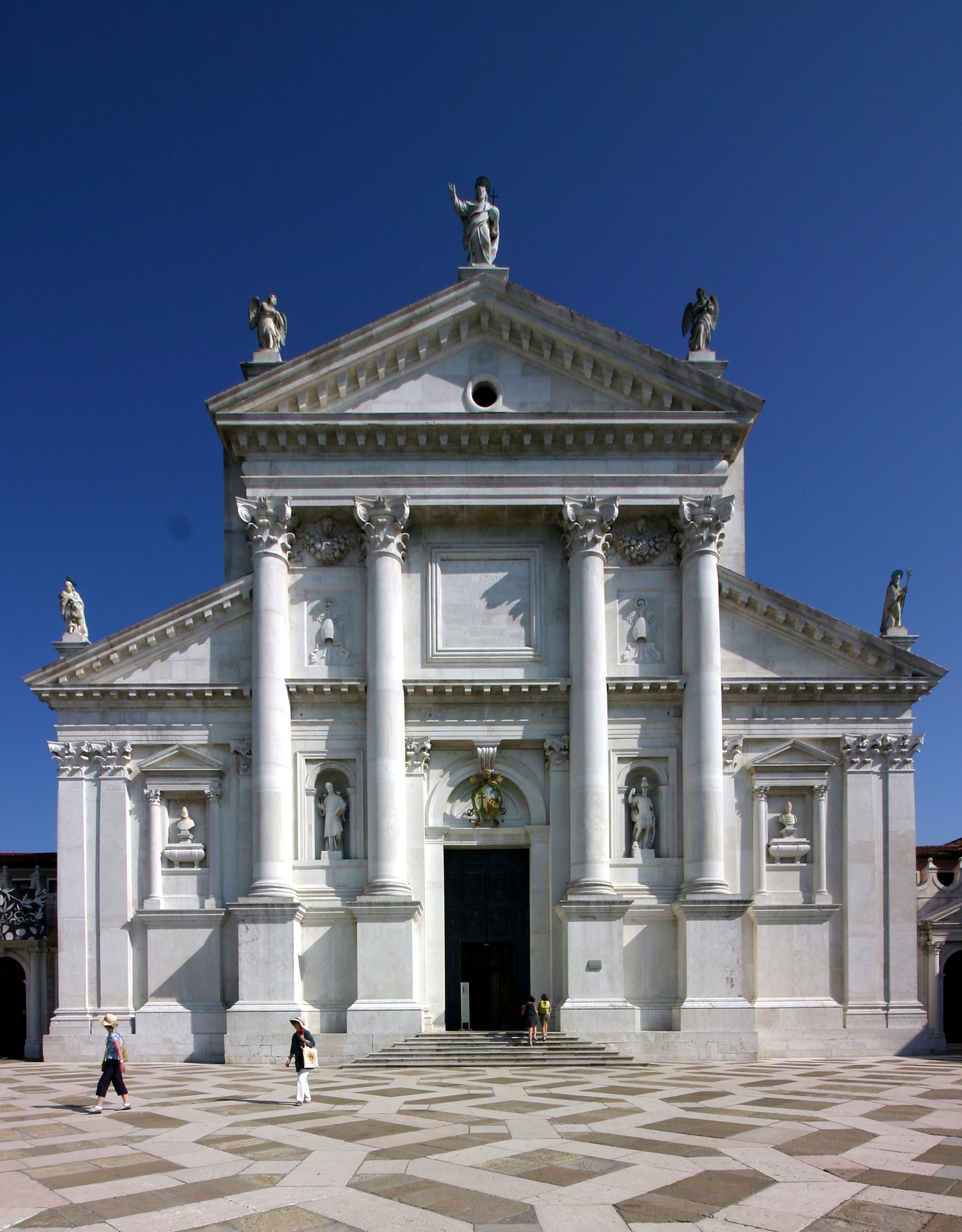
Die Fassade von San Giorgio Maggiore, links die Büste des Dogen

In der 1574 erschienenen Chronica das ist Warhaffte eigentliche vnd kurtze Beschreibung, aller Hertzogen zu Venedig Leben des Frankfurter Juristen Heinrich Kellner, die auf Pietro Marcello aufbauend die venezianische Chronistik im deutschen Sprachraum bekannt machte, ist „Tribun Memus der 24. Hertzog“. Er, so „wirt gesagt / … sey ein kluger / geschwinder Mann gewesen / aber von wenig worten“. Er regierte mit wenig Glück, und der Streit zwischen den verfeindeten Familien der Caloprini und der Morosini gipfelte in mehreren Morden. Sie „schoneten auch der kleinen unmündigen Kinder nicht.“ „Die Moresini aber, als sie die schwächsten waren“ mussten sich in den Häusern von Freunden verbergen, einer von ihnen, Dominicus, wurde von Caloprini auf dem „Schlossplatz“ ermordet. Da letztere fürchteten, „daß durch zulassung deß Hertzogen die Statt sie derwegen hart straffen würde“, folgten sie ihrem „Hauptmann oder Obersten/diser Faction Stephan Caloprini genannt“ an den Hof Ottos II. in Verona, und „auß hassz / so sie gegen dem Hertzog und den Morisini hatten / verhiessen sie im das Hertzogthumb Venedig zu wegen zu bringen.“ Sie bewegten den jungen Kaiser dazu, Venedig „anfenglich mit Hunger [zu] plagen“. Dazu untersagte Otto für das „gantz Römisch Reich“ den Handel mit Venezianern. Dadurch kamen diese „in eusserstes unglück und unleidlichen Hunger“. Doch sie ließen sich dies nicht anmerken und schienen, „als ob sie alles unglück in der welt erleiden köndten / umb der Freyheit willen.“ Als in Venedig Teuerung auftrat, fiel „Capo d'argere“ von der Stadt ab und Otto übergab „den Ursächern und Fürnehmesten dieser Auffruhr und Abfalls“ Güter der „Loredanis(welches Venetianische Geschlechter sind)“. Die Venezianer ihrerseits ließen die Häuser der Caloprini abreißen, ihre Frauen und Kinder wurden gefangen gesetzt „und ire Güter vom Raht eingezogen“. Otto, der nach Rom zog, „fuhrt gleichwol kein offenen Krieg wider die Venediger/schuff in doch auch keinen Fried.“ Durch seinen Tod wurde „die Statt von einer grossen gefahr erlediget.“ „Atleta“, die Witwe des Kaisers, handelte mit Venedig aus, dass die Caloprini wieder aufgenommen werden sollten. Als drei Söhne „Stephan Caloprins“ vom „Pallast nach Haus wollten“, wurden sie von vier Morosini in Stücke gehauen. Tribuno Memmo „war in grossem verdacht / daß er umm solchen Todtschlag gewußt/und handt drüber gehalten hett“, eine Anschuldigung, die er versuchte, dadurch zu entkräften, dass er sich öffentlich vor dem Volk „entschuldigete“. Unmittelbar danach fügt der Autor ein, dass nach der Rückkehr des „Johann Moresini“, „welcher mit Orso in Gasconien gezogen war“ (der Vorgänger Tribuno Memmos war in ein dortiges Kloster gegangen, nachdem er heimlich die Stadt verlassen hatte), die „Kirch zu S.Georgen(welche vorhin zu deß Hertzogen Pallast gehört)eyngeben / daselbst bauwete er ein schön Kloster/Benedicter Ordens.“ Danach erkrankte der Doge schwer und trat im 14. Jahr seiner Herrschaft zurück, wobei Kellner anmerkt, dass er dies „auß gutem willen (oder wie etliche wöllen / vom Volck darzu gezwungen / dann er sich in den Bürgerlichen Auffruhren und Uneinigkeiten nicht fast wol oder billich erzeigt hatte)“ tat. Auch dieser Doge wurde ein Mönch und starb bald darauf – allerdings gibt Kellner diesmal nicht das Kloster an.

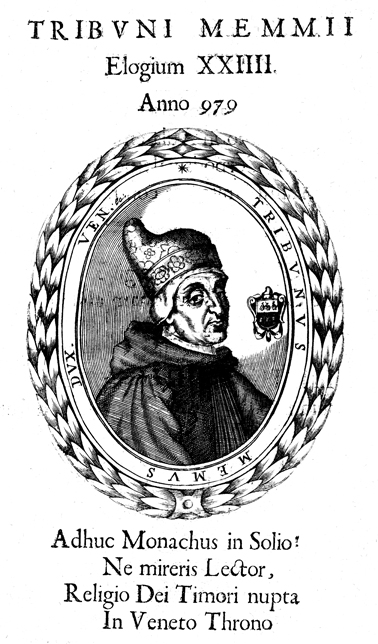
Leone Matina: Phantasieporträt des Dogen in der wohl ersten gedruckten Porträtserie aller bis dahin anerkannten Dogen, dem Ducalis regiae lararium von 1659

In der Übersetzung von Alessandro Maria Vianolis Historia Veneta, die 1686 in Nürnberg unter dem Titel Der Venetianischen Hertzogen Leben / Regierung, und Absterben / Von dem Ersten Paulutio Anafesto an / biss auf den itzt-regierenden Marcum Antonium Justiniani erschien, wird der Doge, abweichend von Pietro Marcello, „Tribunus Memus, Der 25. Hertzog“ genannt. Doch „das allergrösseste Unheil / nemlichen die Burgerliche Uneinigkeit / so einem jeglichen Fürstenthum höchstverderblich ist […] hatte diesen Fürsten gleich anfangs seiner Regierung zimlicher massen betroffen; dieses ist gewesen die tödtliche Feindschafft zweyer der vornehmsten Familien in der Stadt / nemlichen der Morosinischen und Caloprinischen“, führt Vianoli gleich zu Anfang des Abschnitts über den Dogen aus, die nach dem Mord an Dominicus Morosini „in liechte Flammen ausgeschlagen“ (S. 152 f.). Kaiser Otto, der „wegen etlicher Anforderungen / so man ihme nicht willfahret / allbereits den Staat zu bekriegen entschlossen“ war, hatte sich noch mit dem Vorgänger des „Tribunus Memus“ zur „Versöhnung“ herbeigelassen (S. 150), doch nun flohen die Caloprini an seinen Hof in Verona. Sie haben, so Vianoli, „den Hertzog und die gantze Stadt so übel recommendirt / daß nicht zu beschreiben/ und darneben ihm alle ihre Hülffe versprochen/wann er sich unterstehen würde / diese noch unberührte Jungfrau zu überfallen/ und selbige seinem Reiche zu vermählen.“ Der Kaiser hörte dies gern, „wolte aber jedoch dieselbe nicht offentlich mit Krieg überziehen / sondern sie anfänglich eine gute Weile mit Hunger plagen“. Dazu sollte niemand im Reich mit den Venezianern „hanthieren / noch denselben einige Lebensmittel zuführen“. Die Venezianer litten zwar schon nach kurzer Zeit, doch verbargen sie dies, „daß es erschienen/ als ob sie alles erdenckliche Ungemach in der Welt / ihrer Freiheit halben/erleiden könten.“ Doch wegen des Hungers ergab sich „Capo d'Argere“. Otto begnadigte die Aufrührer, um die Nachbarstädte „zur Nachfolge“ zu bewegen. Aus „Noth und Angst“ ließ Venedig „durch ein offentliches Edict den Caloprinischen ihre zuständige Häuser verderben und einreissen/ ihre Weib und Kinder gefangen nehmen / und alle ihre Güter confisciren“, „auf daß sich andere daran spiegeln / und ein Exempel nehmen solten.“ „Die Göttliche Beschützung der Unschuld“ erlöste Venedig aus der Gefahr, denn Otto starb in Rom. „Es seynd hernachmals zwar durch des Kaysers seiner hinterlassenen Gemahlin (Attleta genannt) Unterhandlung / die Caloprinischen wiederum in die Stadt gelassen worden“, doch drei der Caloprini-Söhne wurden von den Morosini, die den Mord an Domenico nicht vergessen hatten, „als sie von dem Fürstlichen Pallast nacher Haus gehen wollten/ angegriffen/ und selbige erbärmlicher Weise in Stücke zerhauen“. Man verdächtigte den Dogen, dass er „von solchem Todtschlag gewust / und selbsten die Anstalt darzu verschaffet hätte“. Da das Volk „seiner Regierung überdrüssig“ war, zwang es den Dogen „mit Gewalt“ zum Rücktritt, und jagte ihn „mit Gewalt“ ins Kloster, wo er sechs Tage später „aus grossem Schmertzen und Bekümmerniß“ starb. Schließlich berichtet Vianoli noch, „Johannes Morosinus“, „der zuvor mit dem Orso in Gasconien verreiset gewesen“ (gemeint ist die Flucht des Vorgängerdogen aus Venedig in ein gaskonisches Kloster), sei dem Benediktinerorden beigetreten. Nun erhielt er vom Dogen die Insel San Giorgio Maggiore zur Gründung eines Klosters.

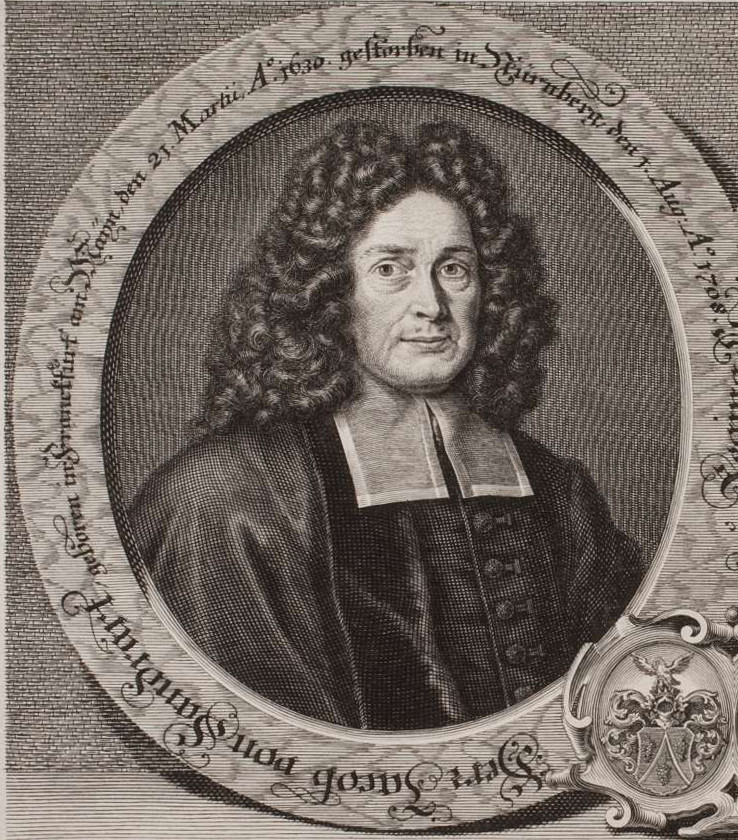
Porträt des Jacob von Sandrart (1630–1708), Maler war Johann Leonhard Hirschmann, Stecher Bernhard Vogel

1687 bemerkte Jacob von Sandrart in seinem Opus Kurtze und vermehrte Beschreibung Von Dem Ursprung / Aufnehmen / Gebiete / und Regierung der Weltberühmten Republick Venedig, dass „Im Jahr 979. ward (XXIV.) erkohren der vorsichtige Tribunus Memus, der durch seine Klugheit gleichwol nicht verhindern kunte / daß nicht die zwey vornehmsten Geschlechter zu Venedig / nemlich die Morosini und Caloprini in eine Haupt-Feindschafft geriethen.“ Nach dem Autor fürchteten die Morosini, der Doge sei den Caloprini „günstiger als ihnen; so geriethen sie gegeneinander in die Waffen/und hatten sich die Caloprini vorgenommen/alle die Morosini zu tödten“. Weil sie nur einen von ihnen töten konnten, mussten sie aus der Stadt fliehen „und wurden ihre Güter alle confiscirt; welches geschehen umb das Jahr 900“. Diese „brachten ab so viel aus bey dem Kayser Otto dem II. daß den Venetianern alle Handelschafft niedergeleget ward; welche Unruhe sie dermassen demüthigte, daß sie durch einen Vergleich die Caloprini wieder in vorigen Stand setzten.“ Als die Morosini drei Caloprini ermordeten, „so das gemeyne Volck / welches bey der vorigen Unruhe sehr viel eingebüsset/ sehr übel aufnahm / weil sie sich einbildeten / solches wäre mit Gutbefinden des Hertzogs geschehen; dannenhero sie denselben im 14. Jahr seiner Regierung absetzten / wiewol andere ihm nur 12 Jahre zueignen.“

### Historisch-kritische Darstellungen

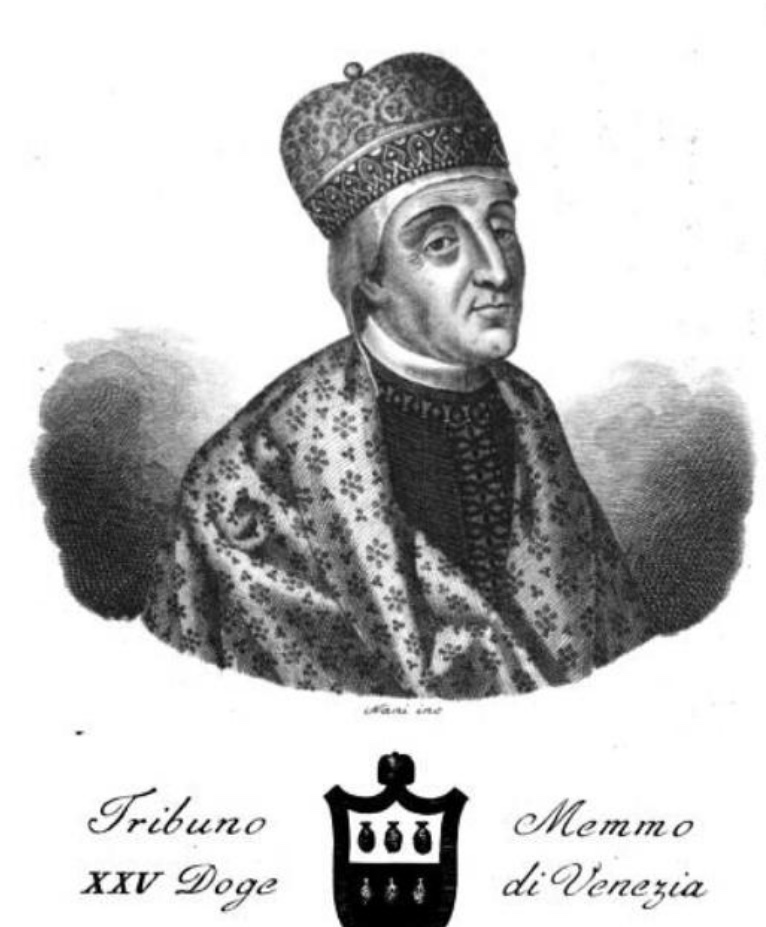
Phantasiedarstellung des Dogen aus der Zeit vor 1834, Antonio Nani: Serie dei Dogi di Venezia intagliati in rame da Antonio Nani. Giuntevi alcuni notizie biografiche estese da diversi, Bd. 1, Merlo, Venedig 1840, o. S. (Google Books)

Im ersten der vier Bände, die Johann Friedrich LeBret unter dem Titel Staatsgeschichte der Republik Venedig publizierte, beschrieb er den Dogen als „einen Mann von dem mittelmäßigsten Charakter, den nichts, als sein großes Vermögen, seinem Volke empfohlen hatte.“ Seine Regierung war „wegen der innern Spaltung gewisser Geschlechter eine der allerunruhigsten“. LeBret führt aus, wie gefährlich in dieser frühen Zeit, als die Verfassung solche Konflikte noch kaum bändigen konnte, solche Auseinandersetzungen gerade in einer Republik werden konnten. Warum sich die Morosini und die Caloprini dermaßen hassten sei unbekannt. „Der Doge war zu schwach, diesen Streit zu schlichten. Er mochte sich auch zu offenbar für eines dieser Häuser erkläret haben, so daß eines derselben sich wider den Dogen selbst verschwor.“ „Die Sache wurde zwar entdeckt“, „aber eben dieses vermochte ihn, auf die Seite der Caloprinen über zu treten, wodurch er unter den adelichen Häusern selbst das Faustrecht zu rechtfertigen schien“ (S. 227). „Stephanus Caloprinus […] ergriff öffentlich die Waffen. Er wurde desto kühner, je zuversichtlicher er wußte, daß ihn der Doge schützen würde. Seine gottlose Absicht war, auf einen Tag alle Morosinen umzubringen und auszurotten.“ Diese bekamen zwar „zu rechter Zeit Wind davon“, doch einen von ihnen, Dominicus, hielten die Caloprini an, „marterten“ ihn „aufs erbärmlichste“. „Wenn in Holland ein Wirt erbärmlich zerstücket und zerfleischet worden, so that es der Pöbel: in Venedig thaten es Edelleute“, schließt der Autor sarkastisch an. Dominicus verschied „unter den Händen“ der ganzen Familie. „So erbost die Feinde dieses Hauses waren, so hat es sich doch noch bis auf unsere Zeiten erhalten; da hingegen des coloprinischen nicht mehr gedacht wird.“ Otto II., der nach LeBret ganz Italien unterwerfen wollte, stürzte sich zuerst auf Venedig. „Der Doge Tribunus Memus gab sich alle Mühe, das Ungewitter zu stillen, welches sich wider ihn und sein Vaterland zusammen zu ziehen schien.“ Er versuchte den Kaiser mittels Geschenken zu besänftigen. Dieser „bezeugte sich damals sehr gütig gegen Venedig, weil er der Hülfe der italienischen Stände wider die Griechen und Saracenen nöthig hatte.“ In Rom angekommen, hörte der Kaiser, dass sich die Sarazenen und die Griechen verbündet hätten, die ihre Herrschaft in Apulien und Kalabrien ausdehnen wollten. Otto gelang die Eroberung von Tarent, doch unterlag er in einem Hinterhalt und gelangte unter größten Schwierigkeiten wieder nach Verona. Über den „Verfasser der sagorninischen Chronik“ (Johannes Diaconus) „welcher diesen Zeiten am nächsten war, und mit dem Kaiser Otto dem zweyten, und seinem Sohne Otto dem dritten, wie auch mit der Kaiserin Adelheid in genauer Bekanntschaft stund, und damals zu einigen Staatsangelegenheiten gebrauchet worden, beschreibt die Sache mit einer natürlichen Einfalt, so daß ich desto weniger Bedenken trage, seinen Nachrichten zu folgen.“ Just nach seiner Rückkehr erschienen die Caloprini in Verona, zusammen mit „Ursus Badoer, dem Dominicus Silvus, dem Peter Tribun, und Johann Lovat“. Stephanus Caloprini schilderte den Rachedurst der Morosini, und „die Schwachheit des Regenten, der sich bald auf diese, bald auf jene Seite erklärete, und die besondern Befehdungen zu rechtfertigen schien.“ Er versprach, dass er „die Stadt Venedig, nach deren Oberherrschaft bisher so viele Kaiser ein außerordentliches Verlangen bezeuget hatten, seiner Bothmäßigkeit unterwerfen könnte“. Als Lohn für die Einsetzung seiner Person als Doge versprach er dem Kaiser 100 Pfund feinsten Goldes. „Das Schicksal schien, Otto dem zweyten dasjenige in die Hände zu spielen, um welches Pipin so viele Mühe gegeben hatte“ (S. 229) – hier ist der Sohn Karls des Großen gemeint, Pippin von Italien. Otto ordnete eine Blockade an, niemand durfte Venedig betreten, kein Venezianer ins Reich, jede Lebensmittelzufuhr wurde unterbunden. „Dieses war der erbosteste Anschlag, den jemals ein Kaiser wider Venedig gehabt hat.“ Stephanus Coloprini und sein Sohn Dominicus setzten sich in Padua fest und blockierten den Brenta, Ursus Badoer die Etsch, Dominicus Silvo und Peter Tribunus bewachten die Wege und Kanäle um Campalto, „Johannes Banatus, den de Monachis Lovat nennet, streifete überall herum“. „In Ravenna selbst und an den Mündungen des Po hielt Stephanus Coloprinus der jüngere die Wache“. Nur der Weg nach Capodistria blieb offen. „Der Kaiser freute sich“, als sich vor Hunger Capo d'Argine ergab. „Der Bischof von Belluno griff auf der andern Seite zu, und nahm den Venetianern das meiste von Heraklea oder der neuen Stadt ab“ – hier hat der Verfasser wohl den Ortsnamen Civitas nova nicht als solchen verstanden. „Im Mittelpunkt von Venedig aber herrschte die größte Standhaftigkeit, und der Doge folgete der allgemeinen Erbitterung des Volkes“. Er erklärte die Caloprini „für Feinde des Vaterlandes“, ließ ihre Frauen verhaften, um ein „Pfand“ in der Hand zu haben, dann die „Häuser und Güter der Feinde zerstören“. Otto seinerseits wollte Venedig zerstören. „Man bath, man flehete, er gab aber kein Gehör.“ Auch Geschenke blieben ohne Wirkung. LeBret zweifelte allerdings an der Länge der Hungerblockade: „Wenn es wahr ist, daß Venedig zwey Jahre über eine solche Hungersnoth ausgestanden, so muß entweder die Kaiserin Adelheid noch nach dem Tode des Otto des zweyten mit gleicher Strenge gehandelt haben, oder der Vertrag des Kaisers vom Junius des Jahres 983 muß weiter vorgesetzt werden.“ Noch bevor der Kaiser nach Rom reiste, ordnete er an, im Reich keinen Venezianer zu schonen, sondern sie mit „äußerster Schärfe“ zu behandeln, wenn man einen von ihnen fand. Ottos Tod beschäftigte die Historiographie: „Die Geschichtsschreiber dieser Nation, welche die Geheimnisse der Vorsehung zu ergründen behaupten, sagen ohne Scheu, Gott habe ihm wegen der Verdrängung von Venedig das Leben abgekürzet“, was LeBret in einer Fußnote auf die Chronik des Johannes Diaconus bezieht (S. 230 Anm. 6). Adelheid suchte in Pavia „die Sache der Coloprini beizulegen; aber sie setzte diejenigen, die sie schützen wollte, nur der Wuth ihrer Landesleute aus.“ „Sie waren doch nichts anderes, als Verräther und Feinde ihres Vaterlandes.“ Nachdem Stephanus Caloprini gestorben war, vermittelte Markgraf Hugo bei Adelheid die Rückkehr der Söhne. Der Doge möge ihnen verzeihen, „wenn sie aus Gehorsam gegen ihren Vater sich wider das Vaterland vergangen hätten.“ „Ein stärker denkender Fürst“ als der Doge, hätte der immer noch mächtigen Kaiserin nicht nachgegeben, und so begnügte man sich mit einem Eid der Morosini. Diese nutzten jedoch die nächste Gelegenheit zur Rache.
Der sehr detailreich darstellende und in den historischen Zusammenhang weiter einbettende Samuele Romanin, der diese Epoche 1853 im ersten der zehn Bände seiner Storia documentata di Venezia darstellte, umriss in knappen Worten, warum Tribuno Memmo gewählt wurde: Er war reich, er hatte viele Anhänger, er war mit der wichtigsten Familie verwandt, den Candiano, seit er eine Tochter des nur drei Jahre zuvor ermordeten Dogen Pietro IV. Candiano geheiratet hatte. Ansonsten sei er ein Mann von geringer Erfahrung gewesen, vor allem aber habe ihm die Gewandtheit und die Nüchternheit gefehlt, die nötig waren, um einen Staat zu lenken. Außenpolitisch bahnte sich eine Fortsetzung des Konflikts mit dem Ottonenkaiser an. Die Witwe des drei Jahre zuvor ermordeten Dogen, Waldrada, war an den Hof Kaiser Ottos II. geflohen. Ihren Bitten um Wiedergutmachung schloss sich der Sohn des Ermordeten, der Gradenser Patriarch Vitale an, der gleichfalls an den Kaiserhof geflohen war (S. 251). Nachdem der Mann geflohen war, dem man vorwarf, die treibende Kraft hinter dem Umsturz von 976 gewesen zu sein, nämlich der kurzzeitige Doge Pietro Orseolo, konnten die gegen ihn verschworenen („congiurati“) Candiano ihren Kandidaten Vitale Candiano durchsetzen. Trotz der Einsetzung eines Candiano blieb der Kaiser reserviert, wie Romanin feststellt. Nur aufgrund des Einflusses seiner Mutter Adelheid und seiner byzantinischen Ehefrau Theophanu, aber auch durch die Bitten der Gesandten („preghiere di quella povera gente“), so schreibt der Kaiser, habe er sich herbeigelassen, Frieden zu schließen und Verträge aufzusetzen. Dem neuen Dogen Tribuno Memmo wurde aber eine ganz andere Familienrivalität zum Verhängnis, nämlich die zwischen den Caloprini und den Morosini. Romanin schildert den folgenreichen Mord an Domenico Morosini, dann den Marsch Ottos nach Süditalien, wo sich Byzanz mit den Sarazenen gegen ihn verbündete. Bei ihm war es die Beutegier der kaiserlichen Truppen, die in die Katastrophe von 982 führte, als Otto II. sich nach verlorener Schlacht nur unter abenteuerlichen Umständen nach Norditalien durchschlagen konnte. Romanin führt ein Dokument aus dem Codex Trevisanus zum Jahr 991 an, das belege, dass die Venezianer die Byzantiner mit ihrer Flotte unterstützt hätten (S. 259, Anm. 1). Die venezianischen Gesandten wurden demzufolge mit Herablassung behandelt. Ihre Privilegien, die sie seit Kaiser Lothar I. besaßen, wurden zwar erneuert, doch nur gegen jährliche Zahlung von 50 Lire. In dieser angespannten Situation flohen die Caloprini an den Kaiserhof, wie Romanin festhält, aus Furcht vor den Folgen des Mordes an jenem Morosini – nicht, weil der Doge parteiisch gewesen wäre. Stefano Caloprino, so setzt Romanin konventionell fort, bot dem Kaiser nicht nur eine Erhöhung des jährlichen Tributes auf 100 Pfund Gold an, wenn er selbst Doge würde, sondern auch die Unterstellung Venedigs unter die kaiserliche Oberhoheit. Es folgte die Abriegelung der Stadt, die jedoch durch den Tod des Kaisers und durch einen Aufstand in Rom beendet wurde. Zwar durften die Caloprini zurückkehren, doch nun folgte der Mord an dreien der Söhne des inzwischen gestorbenen Stefano. Das Volk, das den Dogen verdächtigte, involviert zu sein, schickte auch diesen Dogen ins Kloster. Dieser starb dort wenige Tage später. Sein Sohn Maurizio, der als Gesandter in Konstantinopel war, zog sich, als er nach seiner Rückkehr vom Tod seines Vaters hörte, ins Privatleben zurück. Er überließ dem Kloster San Michele di Brondolo umfangreiche Güter in Fogolana, Conche und Cesso di Canne nahe Fusina und S. Ilario.

Italien und der Adriaraum um 1000. Gfrörer deutet die Aufteilung Bayerns in die Marken Kärnten und Verona als Umklammerung Venedigs im Rahmen der Weltpolitik Ottos II.

August Friedrich Gfrörer († 1861) nimmt in seiner, erst elf Jahre nach seinem Tod erschienenen Geschichte Venedigs von seiner Gründung bis zum Jahre 1084 an, dass die Überlieferung „lückenhaft“ sei, „und zwar meines Erachtens darum, weil die Chronisten aus Staatsrücksichten Vieles verschwiegen haben.“ Gfrörer konstatiert, dass schon dem Dogen Pietro Orseolo nur die Flucht vor dem Einfluss des Ottonen geblieben sei. Nun kam im Jahr 979 Tribuno Memmo ins Amt, der keineswegs unfähig war, „nur weniger fähig, als seine Vorgänger“ (S. 336). Er wurde dennoch gewählt, weil sich die mächtigen Candiano und Orseolo auf diese Art auf einen „Waffenstillstand“ verständigt hätten. Johannes Diaconus, so wird er von Gfrörer zitiert, sah den Mordplan der Caloprini an den Morosini „unter geheimer Mitwirkung des Dogen“. Als Otto mit seiner griechischen Ehefrau Theophanu nach Italien kam, drängte er auf Bestrafung derjenigen, die 976 den Candiano-Dogen Pietro IV. ermordet hatten. Die Gesandten des Tribuno Memmo, der „suchte vorzubeugen“, erreichten, so die Chronisten Johannes und Andrea Dandolo, die Erneuerung der alten Verträge dennoch. Möglicherweise sei dieser Vertrag vom Großen Rat, den Gfrörer bereits zu dieser Zeit meint nachweisen zu können, nie angenommen worden, weil er neue Klauseln enthielt, was wiederum zum Krieg geführt habe. Auch die Behauptung, danach habe zwei Jahre Krieg geherrscht, hält er für einen Irrtum, denn Otto starb bereits 983. Es habe, im Gegenteil, Otto „sechs Monate vor seinem Tode, auf dem Veroneser Reichstage sich mit den Venetern ausgesöhnt“ (S. 338). Aber er sieht in der Zusammensetzung der dreiköpfigen Gesandtschaft, in der sich auch ein Morosini befand, einen wachsenden Einfluss der Orseolo. Diese hätten im Großen Rat bereits einen Sieg errungen, was die Vertreibung der Caloprini erst ermöglicht habe. Nun unterbreiteten die Caloprini ihre Pläne dem Kaiser, der daraufhin Venedig blockierte. Dabei übernahmen die Caloprini, nach Gfrörer auf Anweisung des Kaisers, die Sperrung der neuralgischen Punkte persönlich. Capo d'Argere und der Bischof von Belluno wandten sich gegen Venedig, das zwei Jahre lang, so der Chronist, unter Hunger zu leiden hatte. Nach Gfrörer war ein Aushungern aber so lange nicht möglich, wie sich die Stadt von Osten her versorgen konnte. Dies versuchte Otto II. schon seit der Katastrophe von 976, dem Jahr des Dogenmordes, zu unterbinden, indem er vom riesigen Herzogtum Bayern – einerseits um dessen Macht zu reduzieren, andererseits um „venetischem Ehrgeiz und Unabhängigkeitstriebe einen nahen Wächter auf den Nacken zu setzen“ –, das Herzogtum Kärnten abtrennte. Zu diesem Zweck sei auch die Mark Verona entstanden, von der Johannes Diaconus erstmals 978 berichte, die Venedig kontrollieren sollte. Diese Mark wiederum griff nach Gfrörer auch auf Istrien aus. Da sich Kärnten, Verona und Istrien nach dem Autor im Jahr 989 in einer Hand befanden, fragt er sich, warum dies nicht auch acht Jahre zuvor so gewesen sein solle. Als am 12. Oktober 977 der Vertrag mit Capodistria erneuert wurde, ergänzt Gfrörer als weiteres Argument, „mußten sie sich so verbindlich machen, selbst den kaiserlichen Befehlen zu Trotz nichts wider die Veneter zu thun“ (S. 345). Dies erkläre, warum sich Venedig 981 bis 983 nur noch aus „Griechenland“ ernähren konnte, was zu Preissteigerungen führen musste, denn auch Istrien war nunmehr unzugänglich. In den Flüchtlingen, die sich auf die Seite Ottos geschlagen hatten, sieht Gfrörer jene pro-fränkische Partei fortbestehen, die er meint bis in die Zeit Karls des Großen zurückführen zu können. Ihr Gegner, die einst byzantinische Partei, habe sich derweil verändert, denn sie stand nunmehr für die venezianische Unabhängigkeit und die Verfassung. Dies hing wiederum damit zusammen, dass Byzanz für Venedig keine Gefahr mehr darstellte, im Gegensatz zu den Ottonen, dass es aber als Widerpart gegen diese Ottonen sehr nützlich sein konnte. Außerdem hing Venedigs Außenhandel von diesem guten Einvernehmen ab. Durch „die Caloprini und ihre Spießgesellen“ wurde der Doge, der anfangs die Pro-Fränkischen unterstützt habe, auf die Gegenseite getrieben. Er ließ nicht nur die Häuser der Caloprini zerstören, wie Dandolo schreibt, sondern auch ihre Frauen verhaften, damit sie ihnen nicht folgen und ihnen Nachrichten übermitteln konnten. „Derselbe Chronist Johann deutet jedoch zugleich an, daß dieser Befehl dem Dogen durch die öffentliche Meinung abgepreßt worden sei.“ Als Ausdruck dieser Wendung gilt Gfrörer auch die ansonsten undenkbare Rückkehr des Schwiegersohns des vor dem Dogat Tribuno Memmos geflohenen Orseolo-Dogen, des Johannes Mauroceno (Giovanni Morosini), der die Erlaubnis erhielt, auf San Giorgio Maggiore mit Urkunde vom 20. Dezember 982 ein Kloster zu gründen. Er hatte sich von seiner Frau getrennt und war Mönch geworden, wurde nunmehr sogar Abt des neuen Klosters. Die Urkunde unterzeichneten 130 Venezianer, die Gfrörer als Angehörige des Großen Rates betrachtet. Die Beaufsichtigung des Klosters oblag nicht mehr dem ursprünglichen Grundbesitzer, also der Privatkapelle des Dogen, der Markuskirche, sondern dem Bischof von Olivolo, dem Stadtbischof Venedigs also. Damit wurde eine Partei sichtbar, so Gfrörer, die sich gegen die Dominanz der weltlichen Herrscher über kirchliches Gut wandte, inspiriert vom Zufluchtsort des Orseolo-Dogen, vom Kloster „Cussan“ und „Clugny“. Sie verhielten sich, so der Autor, bereits wie „Guelfen und Ghibellinen: die byzantinisch-Gesinnten verfochten, neben der Unabhängigkeit des Landes, freie politische Einrichtungen, die Macht eines Senats, dann die Rechte der Kirche, die fränkische Partei dagegen vertrat die Ansprüche der kaiserlichen Centralgewalt.“ Für Venedigs Händler, die sich überwiegend im Westen engagierten, ergab sich dabei eine „natürliche“ Neigung, die Ottonen zu unterstützen und für diejenigen unter ihnen, die im Osten handelten, eher eine Parteinahme für Byzanz. Beide Großmächte „drohten, sobald sie glaubten, daß die venetische Regierung ihnen nicht in dem Maße, wie sie verlangten, zu Willen lebte“, „mit Handelssperren, Einziehung venetischen Eigenthums, oder mit anderen Plackereien“ (S. 351). Gerade diese Spaltung war jedoch insgesamt Venedig förderlich, denn sie verhinderte durch die Komplexität der Politik zum einen „die Herrschaft unfähiger Menschen“, und sie zwang Venedig zum anderen dazu, sich eine unangreifbare Stellung aufzubauen und notfalls selbst drohen zu können. Nach Gfrörer erreichte Venedig dieses Stadium im 11. Jahrhundert. Otto, der nach der Niederlage gegen Byzantiner und Sarazenen von 982 Verbündete brauchte, schloss mit Vertrag vom 7. Juni 983 Frieden mit Memmo. Der Kaiser starb ein halbes Jahr später. Damit interpretiert Gfrörer die Abfolge der Ereignisse und ihre Hintergründe völlig neu. Da nun jedermann die Caloprini „als Verräther verabscheute“, fühlten sich diese in Oberitalien nicht mehr sicher, und sie baten die Kaisermutter Adelheid um Erlaubnis, nach Venedig zurückkehren zu dürfen. Memmo gab zwar Sicherheitsgarantien, doch die Morosini nutzten die Gelegenheit zur Rache, die Gfrörer im Jahr 984 oder 985 ansiedelt. Die letzte Handlung des Dogen bestand darin, im 13. Jahr seines Dogats, seinen Sohn Mauritius nach Konstantinopel zu schicken, um dort eine hohe Stellung zu erlangen. Doch bei seiner Rückkehr stellte Mauritius fest, dass sein Vater ins Kloster gezwungen worden und nach sechs Tagen dort verstorben war. Und auch er selbst ging nun, wohl unfreiwillig, wie der Autor annimmt, dorthin. Gfrörer, der in seinem gesamten Werk erklärt, dass die nach Konstantinopel entsandten Dogensöhne von dort als Mitdogen und Nachfolger ihrer Väter zurückkehrten, glaubt, gegen diesen neuen Dogen in spe habe sich das Volk gewandt, und nun, wie seinen Vater, so auch diesen Rückkehrer ins Kloster geschickt. Memmo, der zunächst pro-fränkisch gewesen war, warf sich zuletzt „dem Basileus in die Arme“. Die dahinter stehende Partei neigte nach wie vor Byzanz zu, doch die Einsetzung eines neuen Dogen lag nun beim Großen Rat, nicht mehr beim Ostkaiser. Diese mit Pietro II. Orseolo an die Macht gelangte Partei stürzte selbst, als sie versuchte, nach alter Tradition, die Erblichkeit des Dogenamtes durchzusetzen, nun aber gegen den Großen Rat.
Pietro Pinton, der Gfrörers Werk im Archivio Veneto in den Jahresbänden XII bis XVI übersetzte und annotierte, korrigierte zahlreiche Annahmen Gfrörers, insbesondere wenn es um solche ging, zu denen der Beleg aus den Quellen fehlte oder zu ihnen in Widerspruch stand. Seine eigene kritische Auseinandersetzung mit Gfrörers Werk erschien erst 1883, gleichfalls im Archivio Veneto. Wie an anderer Stelle auch, so kritisiert Pinton die Art und Weise, wie Gfrörer die Kontrahenten dahinter stehenden Parteien zuordnet. Auch dessen Mutmaßung, Memmo sei zunächst für den Ottonen gewesen, dann für Byzanz, was an der Ehe mit einer Candiano festzumachen sei, weist er zurück. Denn damit, so Pinton, gerate Gfrörer in einen Widerspruch. Nach einem zweiten Friedensschluss mit Otto II. und dem Eingreifen Adelheids sei den Caloprini die Rückkehr gestattet worden. Es sei daher unlogisch, dass die Morosini, die sie am Ende vernichteten, pro-byzantinisch gewesen seien, dann aber ausgerechnet den Dogen stürzten, der nur, nach alter Tradition, seinen Sohn nach Konstantinopel schickte, und ihn damit, so Gfrörer, zum Mitdogen machen (lassen) wollte. Die Quellen, und ihnen schließt sich Pinton an, berichten hingegen, Memmo sei einfach nur alt und schwer krank gewesen.
1861 hatte Francesco Zanotto, der in seinem Il Palazzo ducale di Venezia der Volksversammlung erheblich mehr Einfluss einräumte, berichtet, dass „Tribuno Memmo. Doge XXV.“, sei es wegen seines Reichtums, sei es wegen der zahlreichen Anhänger, oder wohl doch mehr wegen der Verwandtschaft mit den Candiano, zum Dogen gewählt worden sei. Nach seiner Auffassung hatten die Venezianer bald Grund, die Wahl des ‚ungeeigneten‘ Mannes zu bedauern. Der ‚Schwachkopf‘ („imbecille“) stellte sich anfangs auf die Seite der Caloprini, nur weil sie mit den Candiani paktierten. Die Morosini konnten sich vor deren Anschlag in Sicherheit bringen, auch wenn einer von ihnen ermordet wurde. Der ‚törichte‘ („stolto“) Doge, stimmte dem auch noch zu, statt die Täter zu bestrafen. Da Venedig Byzantiner und Sarazenen gegen Otto in Kalabrien unterstützt hatte, konnte die Stadt nur noch durch den Einfluss Adelheids eine Erneuerung ihrer alten Verträge erreichen. Den Auslöser für den vermuteten Parteienwechsel Memmos sah Zanotto in einem völlig anderen Vorgang. Er behauptet, es sei zum Streit zwischen dem Dogen und dem Patriarchen Vitale von Grado um die 976 konfiszierten Güter der Candiano gekommen. Memmo hatte Maria, die Schwester des Patriarchen geheiratet, die ja zugleich die Tochter des 976 ermordeten Candiano war. Infolgedessen ließ der Doge die Caloprini fallen und wandte sich den Morosini zu. Stefano Caloprini floh daraufhin nach Verona, wo er dem Kaiser die besagten Zusagen machte, woraufhin Otto die Lagune einer Hungerblockade unterwarf. Auch gelang es dem Kaiser, die besagten Rebellionen auszulösen. Memmo versuchte auf jede erdenkliche Art, den Kaiser zu beruhigen. Das hungernde Volk lief blind zu den Häusern der Caloprini, plünderte und zerstörte sie, und verschleppte Frauen und Kinder in Gefangenschaft. Die Venezianer bereiteten die Verteidigung vor, sie ‚wollten eher sterben, als weichen‘ („morir piuttosto che cedere“). ‚Was vielleicht die Menschen nicht vollbracht hätten, tat der Himmel‘, denn Otto starb nach zwei Jahren in Rom auf dem Weg nach Süditalien. Die Caloprini, obwohl verhasst, kehrten zurück. 991, fünf Jahre später, wurden drei Söhne des Stefano Caloprini auf dem Weg vom Dogenpalast von vier Morosini aus Rache ermordet und in den Kanal geworfen, wo sie ein Diener fand. Das Volk, das den Dogen der Mitwisserschaft verdächtigte, erhob sich und stürzte ihn. In San Zaccaria starb Tribuno Memmo sechs Tage nachdem er Mönch geworden war. ‚Die einzige Tat, die von den Historikern in seiner nicht kurzen Dogenkarriere nicht Tadel verdiente‘, war Memmos „donazione“ der Insel San Giorgio Maggiore an Giovanni Morosini, der dort ein Kloster erbauen ließ.
Auch für Emmanuele Antonio Cicogna beginnt im ersten, 1867 erschienenen Band seiner Storia dei Dogi di Venezia die Herrschaft des „Tribuno Memmo, ventesimoquinto doge di Venezia“ mit dem Kampf zwischen den Caloprini, auf deren Seite der Doge stand, und den Morosini. Nach ihm erreichten Gesandte zwar die Erneuerung der alten Verträge, doch auf die Versuche, ihn von seiner Rache für 976 abzubringen, erhielten sie keine Antwort vom Kaiser. Als sich die inneren Kämpfe fortsetzten – wieder eine andere Begründung –, habe der Doge die Seite gewechselt und nun die Morosini unterstützt. Seine nunmehrigen Feinde, die Caloprini, machten Otto II. das besagte Angebot, woraufhin er eine Blockade verfügte, die vor allem die Caloprini an den wichtigsten Punkten überwachten. Nach Cicogna habe Otto mit einer Flotte bereits den Angriff vorbereitet. Die Blockade dauerte zwei Jahre, und Venedig wäre untergegangen, wäre nicht der Kaiser gestorben. Vergebens hofften die Caloprini, die zurückkehren wollten, dass man ihren Verrat ‚vergessen‘ würde. Doch dann überfielen und ermordeten vier Morosini die Söhne des Stefano Caloprini, der bereits in Verona gestorben war. Nach dem Mord an den drei Söhnen blieb der Doge tatenlos, woraufhin ihn das Volk 991 stürzte. Immerhin: ‚Es verschonte sein Leben und seine Augen‘ – ein Hinweis auf die früheren Methoden, wie Dogen gestürzt wurden.
Heinrich Kretschmayr meinte „Tribunus Menius kommt bei Johannes übel weg [i. e. Johannes Diaconus]. Er erscheint bei ihm als ein Mann, nur durch sein Vermögen emporgekommen, einsichtslos, unbeholfen, ohne Urteil: Geldprotz und Schwachkopf“. Doch der Autor widerspricht: „Mit welchem Rechte, ist nicht klar.“ Er befand sich jedenfalls in „keiner beneidenswerten Lage“, denn ein Jahr nach seinem Regierungsantritt erschien Kaiser Otto in Italien. Vor allem die „tödliche Feindschaft zwischen den Häusern der Caloprini und Morosini“ spitzte sich zu. „Angeblich mit Wissen und Willen des Dogen“ sollten alle Morosini umgebracht werden. Nur der „arglos den Markt von S. Piero di Castello passierende“ Domenico wurde gefoltert und starb zwei Stunden später in San Zaccaria. Die Morosini warteten auf eine günstige Rachegelegenheit. Pietro Morosini unterrichtete Kaiser Otto, der sich in Ravenna aufhielt, von den Verhältnissen in Venedig, und vielleicht, so Kretschmayr, entschloss sich Otto schon jetzt zu einer Blockade der Stadt, der er die Morde von 976 immer noch verübelte (S. 120). Um die Sarazenen in Süditalien bekämpfen zu können, sollte Venedig ans Reich fallen, „eine der ersten Konsequenzen des ottonischen Imperialismus.“ Aus dem Kaiserpaktum von 983 geht hervor, dass der Zugang für Händler aus dem Reich, die Venedig nie betreten durften, nunmehr geöffnet werden sollte. Doch „die Deutschen erlagen den Ungläubigen bei Colonne am 15. Juli 982 in verlustvoller Niederlage; kaum daß in abenteuerlicher Flucht der Kaiser selbst entrann.“ Vielleicht noch unter dem Eindruck dieser Niederlage räumte Otto II. Venedig neue Privilegien ein, die wiederum den Eindruck hinterließen, die Händler aus dem Reich dürften nicht über Venedig hinaus ihren Geschäften nachgehen – ein Passus, den Venedig aber erst gegen Heinrich IV. durchsetzen konnte (S. 123). Als jedoch die aus Venedig geflohenen Coloprini am Hof erschienen, deren Führer Stefano Coloprini seine Heimatstadt dem Kaiser als neuem Oberherrn versprach, dazu jährlich 100 Pfund Gold, konnte Otto, so der Autor, nicht widerstehen. „Ein enger Ring von Umschließungsposten umsäumte Venedig. In Mestre und in Padua, an der Etsch und in Ravenna, dort, wo die Lebensmittel vom Lande her für die Stadt einliefen, hielten die Verschworenen unter dem Oberbefehle Stefanos Wache. Die Bischöfe von Belluno und doch wohl auch von Ceneda und Treviso ergriffen begierig die neu dargebotene Gelegenheit, venezianisches Gebiet in der Gegend von Cittanuova an sich zu reißen.“ „Was half es, wenn der Doge in Venedig die Häuser der Hochverräter niederbrechen, ihre Frauen gefangensetzen ließ?“ „Die Tage venezianischer Freiheit schienen gezählt.“ Doch dann starb überraschend der Kaiser. „Die trauervolle Todesbotschaft wurde für Venedig zu erlösender Kunde [...] Der Tod des Kaisers wurde für ein Gottesurteil genommen.“ Kretschmayr vermutet, dass Venedig die Anerkennung der alten Handelsverträge durch einen erhöhten Tribut erkaufen musste. Hugo von Tuszien, Bruder der Waldrada, der Witwe des 976 ermordeten vierten Pietro Candiano, verwendete sich für die Caloprini. Trotz Bürgschaft für ihre Sicherheit wurden die drei Söhne Stefano Caloprinis – er selbst war verstorben – von vier Morosini erdolcht. Dem Dogen unterstellte man Mitwisserschaft an dem Morden. „Ein Volksaufstand verwies ihn ins Kloster S. Zaccaria, woselbst er wenige Tage später sein Leben beschloß.“
John Julius Norwich meint in seiner 1977 erstmals aufgelegten History of Venice sarkastisch, der Doge „was distinguished for his knowledge of horticulture, but for very little else“, er hätte sich also auf kaum etwas anderes verstanden, als auf Gartenbau. Er sei zwar ein Nachkomme des 976 ermordeten Dogen gewesen, doch habe ihn dies nicht davon abgehalten, eine Amnestie zu proklamieren. Doch diese brachte keineswegs Frieden, sondern die rivalisierenden Familien mit ihren Unterstützern polarisierten den internen Kampf „looking respectively to the Eastern and Western Empires for support.“ Norwich galten die Morosini als „champions of the old link with Byzantium“, während die Coloprini „put their trust in the Empire of the West and its energetic young Emperor“. Der erlitt zwar die besagte Niederlage in Süditalien, aber ohne seine Pläne deshalb aufzugeben. An seinem Hof erschien eine Gruppe von Venezianern, angeführt von Stefano Coloprini, der einen Morosini auf dem Platz vor S. Pietro di Castello umgebracht hatte. Der Coloprini unterbreitete ihm den Vorschlag, Venedig von seinen Versorgungs- und Handelslinien abzuschneiden, um ihn auf den Dogensitz zu bringen. Er würde wiederum in diesem Falle die römisch-deutsche Oberherrschaft über Venedig anerkennen. Vor allem aber würde Otto damit die gesamte venezianische Flotte für den Kampf gegen die Sarazenen zur Verfügung stehen. Otto ließ sich davon verführen, wie Norwich meint, und ließ die Lagune blockieren. Im Gegensatz zu früheren Belagerungen, wie durch Pippin, den Sohn Karls des Großen, oder durch die Ungarn im Jahr 900, kannten die jetzigen Belagerer die Tücken der Lagune sehr gut. Die Häuser der in der Stadt verbliebenen Coloprini wurden zwar niedergerissen, ihre Familienangehörigen als Geiseln genommen, doch mehr konnten die Venezianer nicht tun. Aus dieser Lage wurde die Stadt überraschend im Laufe des Jahres 983 befreit, denn zuerst starb der Coloprini, dann, im Dezember, auch der junge Kaiser. Die Kaiserinmutter Adelheid hätte die Blockade gern fortgesetzt, doch der Einfluss der byzantinischen Schwiegertochter Theophanu sei zu stark gewesen. Nur eine Amnestie für die Coloprini ließ sich durchsetzen. 991 nutzten die Morosini die Gelegenheit zur Rache, und ermordeten drei Coloprini vor dem gerade wiederhergestellten Dogenpalast. Als 982 Giovanni Morosini – mit ihnen war der Doge verwandt – aus Katalanien zurückkehrte, wohin sich sein Schwiegervater als Mönch geflüchtet hatte, erhielt er von Tribuno Memmo die kleine ‚Zypresseninsel‘ gegenüber dem Dogenpalast, die später San Giorgio Maggiore genannt wurde. Der Morosini, inzwischen selbst ein Mönch, gründete dort ein Benediktinerkloster. Dem Dogen standen die Morosini sicherlich näher, doch er wollte verhindern, dass die Stadt erneut vom Bürgerkrieg zerrissen werde. Am Ende war der Druck jedoch so hoch, dass er, wie seine beiden Vorgänger, zum Mönch wurde. Er ging ins Kloster San Zaccaria, „there to end his days in the obscurity he should never have left.“